# Казан
Вижте пояснителната страница за други значения на Казан.
Казан (на руски: Казань; на татарски: Казан или Qazan) е един от големите градове в Русия и столица на Татарстан, Приволжки федерален окръг. Казан е важен индустриален, търговски и културен център и средище на татарската култура. Разположен е при вливането на река Казанка (Казансу) във Волга (Идел). Населението му през 2021 година е 1 257 341 души. Според този показател е петият по численост град в Русия след Москва, Санкт Петербург, Новосибирск и Екатеринбург. Разстоянието до столицата Москва е около 800 km.

## История
Казан е основан през 10 век от волжките българи като укрепление по тяхната граница с фино-угърските племена (марийци, удмурти). През 11 – 12 век се превръща в търговски център на търговския път, свързващ Северна Европа с Близкия изток. След превземането на Болгар и Биляр от монголите през 13 век много техни жители се преселват в Казан, който става център на държава, зависима от Златната орда. По онова време градът става известен като Булгар ал-Джадид („Новият Болгар“).
През 1438 г., след разпадането на Златната орда, Казан става център на Казанското ханство. Градският пазар Таш Аяк се превръща в голямо търговско средище, а крепостта е реконструирана и разширена. През 1552 г. градът е превзет от руския цар Иван Грозни, повечето му жители са избити, а много сгради са разрушени. През 1708 г. Казан става център на една от новосъздадените осем руски губернии. По времето на цар Петър Велики там се изгражда основната част от новия Каспийски флот.
Казан е разрушен отново през 1774 г. по време на въстанието, водено от атамана Емелян Пугачов, но е възстановен при управлението на императрица Екатерина Велика, която разрешава в града отново да се строят джамии.
В края на 19 век Казан се разраства като нов промишлен център в Средното Поволжие. През 1875 г. е пуснат в действие конски, а през 1899 – електрически трамвай. В началото на 20 век в града е създаден първият татарски театър и започва да излиза първият татарски вестник. По време на Руската гражданска война Казан е център на държавата Идел-Урал, унищожена от болшевиките през 1919 г.
След 1919 г. Казан е център на Татарска АССР. През 1920-те и 1930-те години повечето джамии и църкви в града, както и в целия Съветски съюз, са разрушени. По време на Втората световна война в Казан са евакуирани много промишлени предприятия и градът става център на военната промишленост, произвеждайки танкове и самолети.
След разпадането на Съветския съюз Казан става център на татарското национално движение. След 2000 г. някои части от града са обновени, в Казан е изградено първото метро след разпадането на СССР. През 2005 г. се отбелязва тържествено 1000-годишнина от основаването на Казан.

## География

### Местоположение
Град Казан е разположен на левия бряг на река Волга, при вливането на река Казанка.

### Климат
| Климатични данни за Казан, автономна република Татарстан | Климатични данни за Казан, автономна република Татарстан | Климатични данни за Казан, автономна република Татарстан | Климатични данни за Казан, автономна република Татарстан | Климатични данни за Казан, автономна република Татарстан | Климатични данни за Казан, автономна република Татарстан | Климатични данни за Казан, автономна република Татарстан | Климатични данни за Казан, автономна република Татарстан | Климатични данни за Казан, автономна република Татарстан | Климатични данни за Казан, автономна република Татарстан | Климатични данни за Казан, автономна република Татарстан | Климатични данни за Казан, автономна република Татарстан | Климатични данни за Казан, автономна република Татарстан | Климатични данни за Казан, автономна република Татарстан |
| Месеци                                                   | яну.                                                     | фев.                                                     | март                                                     | апр.                                                     | май                                                      | юни                                                      | юли                                                      | авг.                                                     | сеп.                                                     | окт.                                                     | ное.                                                     | дек.                                                     | Годишно                                                  |
| Абсолютни максимални температури (°C)                    | 3,8                                                      | 5,2                                                      | 14,0                                                     | 29,5                                                     | 33,8                                                     | 37,5                                                     | 38,9                                                     | 39,0                                                     | 32,3                                                     | 23,4                                                     | 15,0                                                     | 6,1                                                      | 39,0                                                     |
| Средни максимални температури (°C)                       | −7,2                                                     | −6,7                                                     | −0,2                                                     | 10,2                                                     | 19,0                                                     | 23,5                                                     | 25,5                                                     | 22,9                                                     | 16,3                                                     | 8,1                                                      | −1                                                       | −5,8                                                     | 8,7                                                      |
| Средни температури (°C)                                  | −10,4                                                    | −10,2                                                    | −4                                                       | 5,5                                                      | 13,3                                                     | 18,1                                                     | 20,2                                                     | 17,6                                                     | 11,7                                                     | 4,8                                                      | −3,4                                                     | −8,5                                                     | 4,6                                                      |
| Средни минимални температури (°C)                        | −13,5                                                    | −13,3                                                    | −7,3                                                     | 1,6                                                      | 8,2                                                      | 13,3                                                     | 15,5                                                     | 13,3                                                     | 8,2                                                      | 2,2                                                      | −5,6                                                     | −11,4                                                    | 0,9                                                      |
| Абсолютни минимални температури (°C)                     | −46,8                                                    | −39,9                                                    | −31,7                                                    | −25,6                                                    | −6,5                                                     | −1,4                                                     | 2,6                                                      | 1,6                                                      | −5,4                                                     | −23,4                                                    | −36,6                                                    | −43,9                                                    | −46,8                                                    |
| Средни месечни валежи (mm)                               | 40                                                       | 33                                                       | 32                                                       | 31                                                       | 41                                                       | 63                                                       | 65                                                       | 60                                                       | 51                                                       | 53                                                       | 46                                                       | 43                                                       | 558                                                      |
| -------------------------------------------------------- | -------------------------------------------------------- | -------------------------------------------------------- | -------------------------------------------------------- | -------------------------------------------------------- | -------------------------------------------------------- | -------------------------------------------------------- | -------------------------------------------------------- | -------------------------------------------------------- | -------------------------------------------------------- | -------------------------------------------------------- | -------------------------------------------------------- | -------------------------------------------------------- | -------------------------------------------------------- |
| Източник: Време и климат ((ru))                          |                                                          |                                                          |                                                          |                                                          |                                                          |                                                          |                                                          |                                                          |                                                          |                                                          |                                                          |                                                          |                                                          |

### Население
| 1550    | 1708    | 1830      | 1839      | 1859      | 1862      | 1883      | 1897    | 1917    | 1926    | 1939    |
| ------- | ------- | --------- | --------- | --------- | --------- | --------- | ------- | ------- | ------- | ------- |
| 50 000  | 40 000  | 43 900    | 51 600    | 60 600    | 63 100    | 140 000   | 130 000 | 206 600 | 179 000 | 398 000 |
| 1959    | 1979    | 1989      | 1997      | 2000      | 2008      | 2011      |         |         |         |         |
| 667 000 | 989 000 | 1 094 400 | 1 076 000 | 1 089 500 | 1 180 238 | 1 145 435 |         |         |         |         |

Според преброяването през 2010 г. в градски окръг Казан живеят 1 143 535 души, от тях 1 140 184 са записани към коя етническа група принадлежат:
- 554 517 – руснаци
- 542 182 – татари
- 8956 – чуваши
- 4808 – украинци
- 3698 – марийци
- 1780 – башкири
- 1410 – удмурти
- 996 – мордовци

## Икономика
В града има железопътна, речна, автобусна гара и международно летище. Масов градски транспорт: трамваи, тролейбуси, автобуси, маршрутни таксита. От 2005 г. функционира Казански метрополитен.

## Образование
В Казан има близо 20 висши училища, като най-известни са следните:
- Казански държавен университет, основан през 1804 г.; сред известните му възпитаници са Николай Лобачевски, Лев Толстой и Владимир Ленин;
- Казански държавен технически университет, основан през 1932 г.

## Личности
Родени в Казан
- Василий Аксьонов (1932 – 2009), писател
- Фьодор Радецки (1820 – 1890), офицер
- Фьодор Шаляпин (1873 – 1938), певец
- Сергей Маврин (р. 1963), музикант

Починали в Казан
- Николай Лобачевски (1792 – 1856), математик

Други
- Лев Толстой (1828 – 1910), писател, живее в града през 1840 – 1847

## Галерия
- Кула „Сююмбике“ в казанския Кремъл, XVII-XVIII в.
- Кула „Спаская“ в казанския Кремъл, 2 половина на XVI в.
- „Благовещенски собор“ в казанския Кремъл, 1555 – 1562
- „Петропавловски собор“, 1723 – 1726
- Храмът на всички религии, 1992
- Джамията „Марджани“, 1766 – 1770
- „Азимовската джамия“, 1887 – 1890
- Джамията „Кул Шариф“ в казанския Кремъл, 1996 – 2005
- Юбилейната арка („Червените врати“), 1888
- Сградата на градската администрация, 1865(?)-1919
- Александровски пасаж, 1880 – 1883
- Домът на Кекин, 1903 – 1905
- Сградата на Държавния съвет на Татарстан
- Двореца на земеделците, 2008 – 2010
- Романовския мост на река Булак
- Метростанция „Кремльовская“, 2005
- Хотел „Ривиера“, 2008
- Развлекателен комплекс „Пирамида“, 1997 – 2002